# Parafia św. Mikołaja w Powidzu
Parafia św. Mikołaja w Powidzu jest jedną z 7 parafii leżącą w granicach dekanatu witkowskiego. Kościół parafialny zbudowany w latach 1863–1864, neogotycki.

## Rys historyczny
Parafia powstała w 1243 roku.

## Zasięg parafii
Parafia obejmuje swym zasięgiem następujące miejscowości: Charbin, Ługi, Ostrowo, Polanowo, Powidz, Przybrodzin, Radłowo Leśne, Ruchocinek, Rudunek, Rzymachowo, Wiekowo, Wylatkowo

## Dokumenty
Księgi metrykalne: 
- ochrzczonych od 1945 roku
- małżeństw od 1945 roku
- zmarłych od 1945 roku